# Autoba versicolor
Autoba versicolor là một loài bướm đêm trong họ Erebidae.